# Neustift an der Lafnitz
Neustift an der Lafnitz (węg. Lapincsújtelek, rom. Nuschtifa) – gmina targowa w Austrii, w kraju związkowym Burgenland, w powiecie Oberwart. 1 stycznia 2014 liczyła 772 mieszkańców.